# Олександро-Акацатове
Олексáндро-Акацáтове — село в Україні, у Добровеличківській селищній громаді Новоукраїнського району Кіровоградської області. Населення становить 6 осіб. Орган місцевого самоврядування — Добровеличківська селищна рада.

## Історія
Село засноване на землях, що належали місцевому поміщику штаб-ротмістру Олександру Львовичу Акацатову (нар. 30.10.1833), предок якого, виходець з македонської нації із шляхетства Юрій (Георгій) Іванович Акацат (згодом Акацатов) (пом. 1771) перейшов на російську службу в Сербський гусарський полк й дослужився до чину підполковника й надвірного радника. Назва села походить від імені та прізвища його засновника.

## Населення
Згідно з переписом УРСР 1989 року чисельність наявного населення села становила 29 осіб, з яких 12 чоловіків та 17 жінок.
За переписом населення України 2001 року в селі мешкало 6 осіб. 100 % населення вказало своєю рідною мовою українську мову.